# سالن نمایش سوهو
سالن نمایش سوهو یا سالن نمایش و میخانه ریموند (به انگلیسی: The Box Soho) ، یک باشگاه رقص برهنگی که در خیابان والکر کورت ، سوهو ، لندن قرار دارد . مالکیت سالن نمایش سوهو از سال ۲۰۱۱ در اختیار سیمون هامرستاین نوه اسکار هامرستاین دوم هست . 
سیمون هامرستاین سالن نمایش سوهو محلی جادویی برای بازی‌های جنسی می‌داند . مهم‌ترین قسمت سالن نمایش سوهو بخش مخصوص بریتانیایی خایه‌دار هست که جایگاه کاباره و بورلاسک و نمایش مضحکه جنسی است . 

## ویژگی‌های خاص سالن نمایش
از ویژگیهای خاص و غیرمعمول سالن نمایش سوهو ، آزادی افراط در نوشیدن مشروب ، خوردن غذا بر روی اندام برهنه استریپر و آزادی بازی‌کردن با اندام جنسی است . 